# Qidduschin
Qidduschin/קדושׁין (dt. Antrauung) ist ein Traktat der Mischna in der Ordnung Naschim („Frauen“).

## Stellung im Seder
Der Traktat Qidduschin ist mit vier Kapiteln der kürzeste Traktat der Ordnung Naschim und steht im Druck sowie den Handschriften Kaufmann und Parma an siebter und letzter Stelle. In Handschrift Cambridge ist er der vorletzte Traktat nach Gittin aber vor Sota. Möglicherweise ist hier eine inhaltliche Abfolge der Traktate intendiert, so dass das Thema der Ehebruchsverdächtigen (Sota) erst am Ende der Ordnung abgehandelt wird. Sicher ist dies in Handschrift München der Fall, in welcher Qidduschin an dritter Stelle steht, nach Ketubbot und vor Gittin. Damit ergibt sich die thematische Reihenfolge Ehevertrag (Ketubbot), Eheschließung (Qidduschin) und Ehescheidung (Gittin).

## Name
Qidduschin – in manchen Handschriften auch Qidduschim – ist eine Pluralbildung zu Qiddusch, "Heiligung". Darunter wird im Traktat aber speziell die Heiligung durch Eheschließung verstanden. Allerdings geht es dabei allein um den juristischen Aspekt der Eheschließung, während die Heimholung der Frau in das Haus des Mannes durchaus zu einem viel späteren Zeitpunkt erfolgen kann. Eine Übersetzung mit "Hochzeit" weckt daher irrige Assoziationen. Im Artikel wird daher die Übersetzung "Antrauung" bevorzugt. Gleichwohl darf nicht übersehen werden, dass es sich um mehr als nur eine Verlobung (hebr. אירוסין) handelt. Die Antrauung ist vollgültig und kann nur per Get (Scheidebrief) gelöst werden.

## Inhalt
Das erste Kapitel widmet sich nur am Anfang der Frage des Erwerbs der Frau, um von diesem Stichwort ausgehend weitere Fragen des Erwerbs von Personen oder auch Gegenständen zu diskutieren. Es schließen sich Betrachtungen über die Gültigkeit von Geboten bei Männern und Frauen bzw. im Land Israel oder im Ausland an. Erst Kapitel 2 kehrt zum Hauptthema des Traktates zurück. Verhandelt werden Möglichkeiten, die Antrauung selbst oder durch einen Mittelsmann vollziehen zu lassen, notwendige oder verhindernde Bedingungen für die Antrauung. Das nächste Kapitel fährt mit dieser Thematik fort und behandelt weiterhin Zweifelsfälle und die Folgen für Kinder, die aus solchen zweifelhaften Verbindungen hervorgehen. Das abschließende vierte Kapitel unterscheidet – ausgehend vom Gedanken der Rückkehr der Israeliten aus dem Babylonischen Exil – zehn Klassen und verhandelt deren Heiratsfähigkeit untereinander. Insbesondere für Priesterfamilien gelten besondere Heiratsvorschriften. Weitere Mischnajot zur Glaubwürdigkeit von Antrauungen im Ausland sowie Sittenregeln zum Umgang der Geschlechter miteinander schließen sich an. Der Traktat schließt wie üblich mit einem aggadischen Stück über das Lob des Lernens der Tora. Am Beispiel Abrahams wird der Lohn hierfür in dieser und der kommenden Welt ausgemalt. Der Absatz weist zwischen palästinischer und babylonischer Textüberlieferung starke Unterschiede auf, was für seinen relativ späten Entstehungscharakter spricht.

## Tosefta und Talmud
Zum Traktat gibt es eine Tosefta sowie eine Gemara in beiden Talmudim, die zusätzliches historisches Material bieten.